# Ludwig Stemmer

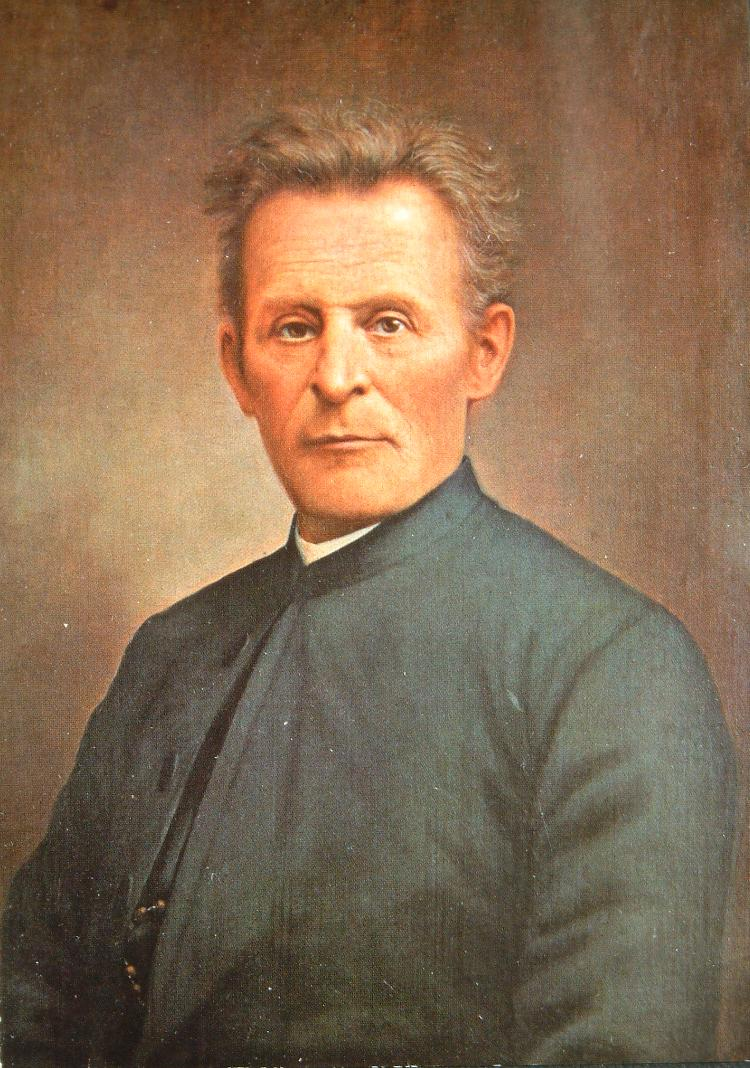
Ludwig Stemmer um 1885

Ludwig Wilhelm Stemmer (* 14. September 1828 in Pfronstetten; † 2. März 1908 in Stuttgart) war ein deutscher Arzt und Priester. Er begründete in Lauterbach (Schwarzwald) den Fremdenverkehr und wurde dort 1891 zum ersten Ehrenbürger ernannt.

## Leben
Als Sohn eines Metzgers und Gastwirts im schwäbischen Pfronstetten geboren, besuchte Ludwig Stemmer bis 1844 die Lateinschule in Reutlingen und legte 1848 die Abiturprüfung am Gymnasium des Konvikts in Ehingen ab. Anschließend begann er das Studium der katholischen Theologie an der Eberhard-Karls-Universität und im Wilhelmsstift in Tübingen, brach aber nach einem Jahr ab und studierte Medizin, zunächst ebenfalls in Tübingen und ab 1852 in Freiburg im Breisgau und für kurze Zeit in Paris. Nach dem medizinischen Staatsexamen 1855 wurde er zunächst praktischer Arzt in Munderkingen und kam 1856 als Distriktsarzt nach Schramberg.
Dort gründete der liberal eingestellte Arzt 1858 zusammen mit anderen den Turnverein und wurde dessen erster Vorsitzender. 1859 heiratete er die Schweizer Calvinistin Rosalie Bühler (1839–1871), mit der er vier Kinder hatte, von denen zwei im ersten Lebensjahr starben.
Seit 1870 wirkte Ludwig Stemmer in Stuttgart, wo er als Modearzt vor allem mit homöopathischen Heilmethoden eine Klientel von hochgestellten Patienten anzog. Nach dem frühen Tod der Ehefrau erzog er die beiden Kinder allein, und krempelte sein Leben in den 1880er Jahren um.
1883 nahm er das Studium der Theologie erneut auf und wurde 1884 zum Priester geweiht. Ab 1884 siedelte er in Lauterbach, wo er das Priesteramt mit der Tätigkeit des Arztes verband. Neben der Homöopathie wandte sich Stemmer mehr und mehr der Kaltwassertherapie zu und machte im Sommer 1889 eingehende Studien bei Sebastian Kneipp in Wörishofen, ehe er 1891 eine eigene Kaltwasser-Anstalt in Lauterbach errichtete. Er brachte eine große Schar bedeutender Patienten aus dem Adel, dem hohen Klerus und des Großbürgertums nach Lauterbach. Seine Tätigkeit kann als Auslöser für eine Öffnung der Gemeinde für den Fremdenverkehr angesehen werde. Ein ganzes „Kurviertel“ am östlichen Ortseingang mit mehreren Hotels entstand in der bis dahin unbedeutenden Gemeinde. Für seine Verdienste wurde Ludwig Stemmer 1891 zum ersten Ehrenbürger Lauterbachs ernannt.
Stemmer starb 1908 in Stuttgart und wurde auf dem Fangelsbachfriedhof beigesetzt.
In Lauterbach erinnern zwei Kapellen, die Stemmer errichten ließ, an den Ehrenbürger: die „Stemmer-Kapelle“ unmittelbar neben seinem damaligen Wohn- und Gästehaus „Siebenlinden“ und die hölzerne „Bergkapelle“ auf der Anhöhe oberhalb des Lauterbachtals, sowie eine Gedenktafel aus seinem Todesjahr 1908 und ein gemeindeeigenes Gebäude, das „Haus Dr. Stemmer“, das die Freiwillige Feuerwehr beherbergt.